# Solomon Nunes de Carvalho
Salomão Nunes de Carvalho, nascido em Charleston, Carolina do Sul, a 27 de Abril de 1815, e falecido em Nova Iorque a 21 de Maio de 1897, foi um pintor e fotógrafo estadunidense de origem portuguesa.
Judeu Sefardita, Salomão Nunes de Carvalho inaugura o seu atelier a 1 de Junho de 1849 em Baltimor. É convidado por John Charles Frémont para o acompanhar enquanto desenhador e fotógrafo oficial na expedição que, entre 1853 e 1854, faria o levantamento orográfico para a execução do futuro traçado da primeira linha de caminho de ferro transcontinental que atravessaria o Kansas, as montanhas rochosas do Colorado até Los Angeles, entre o rio Mississípi e a Costa do Pacífico.
Consta que a expedição terá sido de uma grande dureza e exigência físicas, tendo parte dos seus membros acabado por falecer no decurso da mesma. Dela, Nunes de Carvalho trouxe trezentos daguerreótipos, que fizeram dele o primeiro daguerreotipista a fotografar o estado norte-americano do Kansas.
Praticamente a totalidade da sua obra perdeu-se num incêndio de um armazém em Nova Iorque em 1881.